# Saison 1 de The Good Wife
Chronologie
Saison 2
Cet article présente le guide des épisodes de la première saison de la série télévisée The Good Wife.
Le slogan de cette saison est : Il fait scandale, elle doit refaire sa vie.

## Généralités
Le 7 octobre 2009, à la suite des bonnes audiences des trois premiers épisodes, CBS a commandé une saison complète, puis un mois plus tard, obtient 23 épisodes.

## Distribution

### Acteurs principaux
- Julianna Margulies (VF : Hélène Chanson) : Alicia Florrick
- Matt Czuchry (VF : Sébastien Desjours) : Cary Agos
- Archie Panjabi (VF : Karine Texier) : Kalinda Sharma
- Graham Phillips (VF : Maxime Baudoin) : Zach Florrick
- Makenzie Vega (VF : Leslie Lipkins) : Grace Florrick
- Josh Charles (VF : Cyrille Monge) : Will Gardner
- Christine Baranski (VF : Pauline Larrieu) : Diane Lockhart

### Acteurs récurrents
- Chris Noth (VF : Erik Colin) : Peter Florrick
- Mary Beth Peil (VF : Arlette Thomas puis Anne-Marie Haudebourg puis Monique Martial) : Jackie Florrick
- Titus Welliver (VF : Jean-Louis Faure) : Glenn Childs
- Joe Morton (VF : Jean-Paul Pitolin) : Daniel Golden
- Kevin Conway (VF : Patrick Messe)  : Jonas Stern
- Michael Boatman (VF : Olivier Destrez) : Julius Cain
- Jill Flint (VF : Véronique Desmadryl) : Lana Delaney
- Emily Bergl (VF : Valérie Nosrée) : Bree
- Chris Butler (VF : Christophe Peyroux) : Matan Brody
- Alan Cumming (VF : Pierre Tessier) : Eli Gold

## Épisodes

### Épisode 1:Une Femme dans la Tourmente
- États-Unis /  Canada : 22 septembre 2009 sur CBS / Global
- Québec : 1er septembre 2010 sur V
- Suisse : 5 novembre 2010 sur TSR1
- France : 3 février 2011 sur M6
- Belgique : 4 février 2011 sur RTL-TVI

- États-Unis : 13,71 millions de téléspectateurs[3](première diffusion)
- Canada : 1,414 million de téléspectateurs[4] (première diffusion)

- Katie Walder : Jennifer Brody
- Chris Butler : Mathan Landry
- Gillian Jacobs : Sonia
- David Paymer : Juge Richard Cuesta
- Katharine Isabelle : Cindy Lewis
- Fulvio Cecere : Detective Briggs

### Épisode 2:La Dernière Danse
- États-Unis /  Canada : 29 septembre 2009 sur CBS / Global
- Suisse : sur TSR1
- Québec : 8 septembre 2010 sur V
- France : 3 février 2011 sur M6
- Belgique : sur RTL-TVI

- États-Unis : 13,69 millions de téléspectateurs[5](première diffusion)
- Canada : 1,364 million de téléspectateurs[6] (première diffusion)

- Paloma Guzmán : Christy Barbosa
- Jason Butler Harner : William Ericcson
- Denis O'Hare : Juge Charles Abernathy
- Natalie Hall : Maura
- Kevin O'Donnell : Lloyd McKeon

### Épisode 3:Retour à Highland Park
- États-Unis /  Canada : 6 octobre 2009 sur CBS / Global
- Québec : 15 septembre 2010 sur V
- France : 3 février 2011 sur M6

- États-Unis : 13,69 millions de téléspectateurs[7](première diffusion)
- Canada : 1,422 million de téléspectateurs[8] (première diffusion)

- Elizabeth Marvel : Lauren Chatham
- Jessica Collins : Danielle Raines
- Boyd Gaines : Richard Chatham
- Spencer Treat Clark : Kenny Chatham
- Michelle Hurst : Juge Hester James
- Hettienne Park : Shelly Delgado
- Chase Coleman : Brian Keller

### Épisode 4:Un Soupçon de Corruption
- États-Unis /  Canada : 13 octobre 2009 sur CBS / Global
- Québec : 22 septembre 2010 sur V
- France : 10 février 2011 sur M6

- États-Unis : 12,98 millions de téléspectateurs[9](première diffusion)
- Canada : 1,324 million de téléspectateurs[10] (première diffusion)

- Mary Catherine Garrison : Carol Demory
- Patrick Heusinger : Ray Demory
- Chip Zien : Juge Lee Sutman
- Leslie Hendrix : Virginia Sun
- Peter Benson : Dr. Stanley Winsor
- Angel Desai : Lara
- Chris Bauer : James McCloon

### Épisode 5:Collision
- États-Unis /  Canada : 20 octobre 2009 sur CBS / Global
- Québec : 29 septembre 2010 sur V
- France : 10 février 2011 sur M6

- États-Unis : 13,26 millions de téléspectateurs[11](première diffusion)
- Canada : 1,462 million de téléspectateurs[12] (première diffusion)

- Martha Plimpton : Patti Nyholm
- Sally Murphy : Sarah Conley
- Derek Cecil : Jonathan Eldredge
- David Fonteno : Juge Robert Parks
- Beau Gravitte : Malcolm Overby
- Curtis McClarin : Alton Hood
- Ben Livingston : David Merriman

### Épisode 6:Présumé Coupable
- États-Unis /  Canada : 3 novembre 2009 sur CBS / Global
- Québec : 6 octobre 2010 sur V
- France : 10 février 2011 sur M6

- États-Unis : 12,74 millions de téléspectateurs[13](première diffusion)
- Canada : 1,291 million de téléspectateurs[14] (première diffusion)

- Linda Powell : Patrice Wilcox
- Nestor Serrano : Detective Alec Shores
- Emily Bergl : Bree
- Curtiss Cook : Clarence Wilcox
- Kellie Overbey : Dr. Tara Rothbart
- Susan Blackwell : Professor Jolie
- Erik Jensen : Josh Baldwin
- Ramsey Faragallah : Ben
- David Paymer : Juge Richard Cuesta

### Épisode 7:Une affaire peu orthodoxe
- États-Unis /  Canada : 10 novembre 2009 sur CBS / Global
- Québec : 13 octobre 2010 sur V
- France : 10 février 2011 sur M6

- États-Unis : 13,35 millions de téléspectateurs[15](première diffusion)
- Canada : 1,539 million de téléspectateurs[16] (première diffusion)

- Chris Bowers : Ryan Alprin
- Dick Latessa : Juge Horace Dunn
- Natalie Gold : Anna Loeb
- Daniel London : Isaac Loeb
- Gregg Edelman : Aaron Abbott
- Jessica Bogart : Dawn DeCato

### Épisode 8:Témoins Gênants
- États-Unis /  Canada : 17 novembre 2009 sur CBS / Global
- Québec : 20 octobre 2010 sur V
- France : 17 février 2011 sur M6

- États-Unis : 12,70 millions de téléspectateurs[17](première diffusion)
- Canada : 1,333 million de téléspectateurs[18] (première diffusion)

- Joe Morton : Daniel Golden
- Bianca Amato : Ellen Whitton
- Matt Servitto : Walt Gifford
- Pedro Pascal : Nathan Landry
- Peter Riegert : Juge Harvey Winter
- Michelle Hurd : Tamara
- Francie Swift : Kya Poole

### Épisode 9:Le Troisième Élément
- États-Unis /  Canada : 24 novembre 2009 sur CBS / Global
- Québec : 27 octobre 2010 sur V
- France : 17 février 2011 sur M6

- États-Unis : 12,53 millions de téléspectateurs[19](première diffusion)
- Canada : 1,341 million de téléspectateurs[20] (première diffusion)

- Kevin Conway : Jonas Stern
- Chelsea Handler : elle-même
- Joe Morton : Daniel Golden
- Kim Shaw : Amber Madison
- Joanna Gleason : Juge Carmella Romano
- Francie Swift : Kya Poole
- Brendan Griffin : Officier Sutton
- Dreama Walker : Becca

### Épisode 10:En Toute Partialité
- États-Unis /  Canada : 15 décembre 2009 sur CBS / Global
- Québec : 3 novembre 2010 sur V
- France : 17 février 2011 sur M6

- États-Unis : 14,17 millions de téléspectateurs[21](première diffusion)
- Canada : 951 000 téléspectateurs[22] (première diffusion)

- Kate Burton : Victoria Adler
- Marlyne Barrett : Thalia Ramsey
- Charles Kwame Odei : Terrance Ramsey
- Tony Goldwyn : Juge Henry Baxter
- Christopher McCann : Howard Brightman
- Michael Gladis : Mark Richardson
- Enid Graham : Margy Vargas
- Dash Mihok : Detective Frank Seabrook
- Michael Boatman : Julius Cain
- David Fonteno : Juge Robert Parks
- Paulina Gerzon : Shannon Vargas

### Épisode 11:Le Quatrième Pouvoir
- États-Unis /  Canada : 5 janvier 2010 sur CBS / Global
- Québec : 10 novembre 2010 sur V
- France : 17 février 2011 sur M6

- États-Unis : 13,98 millions de téléspectateurs[23](première diffusion)
- Canada : 1,106 million de téléspectateurs[24] (première diffusion)

- Craig Bierko : Duke Roscoe
- Tate Ellington : Tim Willens
- Dash Mihok : Detective Frank Seabrook
- Jessica Hecht : Carla Browning
- Kat Foster : Emily Tartan
- Halley Feiffer : Irene Reagan
- Shirley Rumierk : Joan

### Épisode 12:Overdose
- États-Unis /  Canada : 12 janvier 2010 sur CBS / Global
- Québec : 17 novembre 2010 sur V
- France : 24 février 2011 sur M6

- États-Unis : 13,87 millions de téléspectateurs[25](première diffusion)

- Patricia Kalember : Julie Bowers
- David Wilson Barnes (en) : Dillon Loomis
- Renée Elise Goldsberry : Geneva Pine
- Daniel Cosgrove : Detective Bryan Murphy
- Dreama Walker : Becca

### Épisode 13:L'Avocat du Diable
- États-Unis /  Canada : 2 février 2010 sur CBS / Global
- Québec : 24 novembre 2010 sur V
- France : 24 février 2011 sur M6

- États-Unis : 12,81 millions de téléspectateurs[26](première diffusion)
- Canada : 1,262 million de téléspectateurs[27] (première diffusion)

- Michael Boatman : Julius Cain
- Peter Riegert : Juge Harvey Winter
- Kim Shaw : Amber Madison
- Zoe Lister-Jones : Charlotte Armitage
- Mamie Gummer : Nancy Crozier
- Dylan Baker : Colin Sweeney

### Épisode 14:Secrets d'Alcôve
- États-Unis /  Canada : 9 février 2010 sur CBS / Global
- Québec : 1er décembre 2010 sur V
- France : 24 février 2011 sur M6

- États-Unis : 14,75 millions de téléspectateurs[28](première diffusion)
- Canada : 1,222 million de téléspectateurs[29] (première diffusion)

- Sonja Sohn : Sonya Rucker
- James Waterston : Jason Rucker
- Peter Riegert : Juge Harvey Winter
- Pedro Pascal : Nathan Landry
- James Carpinello : Detective Anthony Burton

### Épisode 15:Aux Armes et Caetera
- États-Unis /  Canada : 2 mars 2010 sur CBS / Global
- France : 3 mars 2011 sur M6
- Québec : 6 septembre 2011 sur V

- États-Unis : 13,32 millions de téléspectateurs[30](première diffusion)
- Canada : 1,387 million de téléspectateurs[31] (première diffusion)

- Gary Cole : Kurt McVeigh
- Joe Morton : Daniel Golden
- Michael Boatman : Julius Cain
- Francie Swift : Kya Poole
- Pedro Pascal : Nathan Landry
- Joanna Gleason : Juge Carmella Romano
- Jill Flint : Lana Delaney
- Alan Cumming : Eli Gold

### Épisode 16:Crise de Confiance
- États-Unis : 9 mars 2010 sur CBS / Global
- France : 3 mars 2011 sur M6
- Québec : 13 septembre 2011 sur V

- États-Unis : 13,95 millions de téléspectateurs[32](première diffusion)
- Canada : 1,493 million de téléspectateurs[33] (première diffusion)

- Ana Gasteyer : Juge Patrice Lessner
- Michael Boatman : Julius Cain
- Francie Swift : Kya Poole
- Dreama Walker : Becca
- Sonequa Martin-Green : Courtney Wells
- Boris McGiver : Eric Dorfman
- Mike Colter : Lemond Bishop
- Sharif Atkins : Harrison Rivers

### Épisode 17:À Cœur Ouvert
- États-Unis /  Canada : 16 mars 2010 sur CBS / Global
- France : 3 mars 2011 sur M6
- Québec : 20 septembre 2011 sur V

- États-Unis : 13,4 millions de téléspectateurs[34](première diffusion)
- Canada : 1,318 million de téléspectateurs[35] (première diffusion)

- Gbenga Akinnagbe : Pasteur Isaiah Easton
- Frankie Faison : Jeremiah Easton
- Santino Fontana : Danny Willoughby
- Brooke Bloom : Kate Willoughby
- Francie Swift : Kya Poole
- David Fonteno : Juge Robert Parks
- Sonequa Martin-Green : Courtney Wells
- Maryann Plunkett : Pamela Pomeroy
- Martha Plimpton : Patti Nyholm

### Épisode 18:En leurÂmeet Conscience
- États-Unis /  Canada : 6 avril 2010 sur CBS / Global
- France : 3 mars 2011 sur M6
- Québec : 27 septembre 2011 sur V

- États-Unis : 12,06 millions de téléspectateurs[36](première diffusion)
- Canada : 1,383 million de téléspectateurs[37] (première diffusion)

- James Carpinello : Detective Anthony Burton
- Kelli Barrett : Bianca Price
- Tom Pelphrey : Josh Mundy
- Christopher Evan Welch : Dr. Miner
- Tovah Feldshuh : Lena
- Jeff McCarthy : Mitch
- Selenis Leyva : Marisol

### Épisode 19:Discrimination
- États-Unis /  Canada : 27 avril 2010 sur CBS / Global
- France : 10 mars 2011 sur M6
- Québec : 4 octobre 2011 sur V

- États-Unis : 12,07 millions de téléspectateurs[38](première diffusion)
- Canada : 1,172 million de téléspectateurs[39] (première diffusion)

- Terry Kinney : Gerald Kozko
- Kevin Conway : Jonas Stern
- Jack Gwaltney : Charles Clay III
- Gbenga Akinnagbe : Pasteur Isaiah Easton
- Kristen Bush : Rachel Timms
- Sue-Anne Morrow : Karen Sanborn

### Épisode 20:Le Droit d'Exil
- États-Unis /  Canada : 4 mai 2010 sur CBS / Global
- France : 10 mars 2011 sur M6
- Québec : 11 octobre 2011 sur V

- États-Unis : 12,88 millions de téléspectateurs[40](première diffusion)
- Canada : 1,244 million de téléspectateurs[41] (première diffusion)

- Karen Olivo : Giada Cabrini
- Sarita Choudhury : Simran Verma
- Chandler Williams : Evan Belkin
- Carrie Preston : Elsbeth Tascioni
- Sanjit De Silva : Amal Verma
- Nitya Vidyasagar : Frida Verma

### Épisode 21:Vivre ou laisser Mourir?
- États-Unis /  Canada : 11 mai 2010 sur CBS / Global
- France : 10 mars 2011 sur M6
- Québec : 18 octobre 2011 sur V

- États-Unis : 12,85 millions de téléspectateurs[42](première diffusion)
- Canada : 1,446 million de téléspectateurs[43] (première diffusion)

- Paige Turco : Caroline Wilder
- James Carpinello : Detective Anthony Burton
- Peter Gerety : Judge Timothy Stanek
- Sonequa Martin-Green : Courtney Wells
- Mark Blum : Julius Kreutzer
- Holley Fain : Shaina Whitmore
- Michael Laurence : Max Wilder
- Justin Hagan : Jay Van Zandt

### Épisode 22:Hybristophilie
- États-Unis /  Canada : 18 mai 2010 sur CBS / Global
- France : 10 mars 2011 sur M6
- Québec : 25 octobre 2011 sur V

- États-Unis : 12,04 millions de téléspectateurs[44](première diffusion)
- Canada : 1,34 million de téléspectateurs[45] (première diffusion)

- Dylan Baker : Colin Sweeney
- Carrie Preston : Elsbeth Tascioni
- Michael Boatman : Julius Cain
- Jill Flint : Lana Delaney
- James Carpinello : Detective Anthony Burton
- Renée Elise Goldsberry : Geneva Pine
- Peter Hermann : Juge Graham Shickel
- Michael Charles Roman : Martin LeBeouf

### Épisode 23:Il n'est Jamais trop Tard
- États-Unis /  Canada : 25 mai 2010 sur CBS / Global
- France : 10 mars 2011 sur M6
- Québec : 1er novembre 2011 sur V

- États-Unis : 10,6 millions de téléspectateurs[46](première diffusion)
- Canada : 1,361 million de téléspectateurs[47] (première diffusion)

- Gary Cole : Kurt McVeigh
- Jill Flint : Lana Delaney
- James Carpinello : Detective Anthony Burton
- Gbenga Akinnagbe : Pasteur Isaiah Easton
- Karen Olivo : Giada Cabrini
- Amy Acker : Trish Arkin
- Wass Stevens : Hunter